# Funk Volume
Funk Volume — американський незалежний лейбл, заснований Маркусом Гопсоном та Демієном Ріттером. Спеціалізується на виданні музики в жанрі хіп-хоп. Репер Tech N9ne сильно підтримував Funk Volume, виступаючи з підписантами лейблу на одній сцені.

## Історія
Щоб заснувати компанію Hopsin зареєструвався на LegalZoom, створив свій бізнес і отримав документи поштою. Одним з перших підписантів став молодший брат Демієна й шкільний друг Hopsin, SwizZz. Перший проект, спільний мікстейп двох реперів Haywire, видали 18 червня 2009 для безплатного завантаження. Funk Volume спершу хотіли продавати реліз, однак це виявилося неможливим через чинний на той час контракт Hopsin з Ruthless Records. Пізніше реліз став приступним для купівлі у цифровому форматі на iTunes та Amazon.com. Першим студійним альбомом став RAW Hopsin (листопад 2010).
У листопаді 2011 лас-вегаський репер Діззі Райт приєднався до ростеру, а на початку 2012 — атлантський Джаррен Бентон. У червні вийшов мікстейп останнього, Freebasing with Kevin Bacon. Діззі Райт став другим артистом, чий студійний альбом видав лейбл — 20 квітня 2012 під назвою SmokeOutConversations. Його наступний реліз, міні-альбом The First Agreement, випустили у грудні 2012. Обидва релізи потрапили до топ-50 чарту Top R&B/Hip-Hop Albums. Платівка Бентона My Grandma's Basement вийшла 11 червня 2013. Альбом посів 152-гу сходинку Billboard 200.
9 серпня 2013 SwizZz видав перший сольний сингл «Zoom In» зі свого майбутнього дебютного альбому, що має вийти 2016 року. 20 серпня Демієн Ріттер заявив в інтерв'ю, що він обговорював з багатьма лейблами угоду про дистриб'юцію. Демієн вирішив далі розбудовувати свій бренд власними силами. Він також сповістив реліз компіляції Funk Volume. 18 вересня 2013 до компанії приєдналися продюсери Kato й Rikio. 26 листопада видали Knock Madness Hopsin. Завдяки співпраці з Empire Distribution альбом став першим релізом лейблу, випущеним на CD для продажу у крамницях.

## Ростер
Артисти
- Hopsin
- SwizZz
- Діззі Райт
- Джаррен Бентон

Продюсери
- DJ Hoppa
- Kato
- Rikio

## Дискографія
| Виконавець     | Альбом                | Деталі альбому                                                      |
| -------------- | --------------------- | ------------------------------------------------------------------- |
| Hopsin         | RAW                   | - Випущений: 19 листопада 2010 - 46-та сходинка Heatseekers Albums  |
| Діззі Райт     | SmokeOutConversations | - Випущений: 20 квітня 2012 - 42-га сходинка Top R&B/Hip-Hop Albums |
| Діззі Райт     | The First Agreement   | - Випущений: 3 грудня 2012 - 41-ша сходинка Top R&B/Hip-Hop Albums  |
| Джаррен Бентон | My Grandma's Basement | - Випущений: 11 червня 2013 - 152-га сходинка Billboard 200         |
| Hopsin         | Knock Madness         | - Випущений: 26 листопада 2013 - 76-та сходинка Billboard 200       |
| Kato           | Kato's Revenge        | - Випущений: 19 лютого 2014                                         |
| Діззі Райт     | State of Mind         | - Випущений: 15 квітня 2014 - 54-та сходинка Billboard 200          |
| Джаррен Бентон | Slow Motion Vol. 1    | - Випущений: 27 січня 2015 - 168-ма сходинка Billboard 200          |
| DJ Hoppa       | Hoppa & Friends       | - Випущений: 31 березня 2015                                        |
| Діззі Райт     | The Growing Process   | - Випущений: 22 травня 2015 - 47-ма сходинка Billboard 200          |
| Hopsin         | Pound Syndrome        | - Випущений: 24 липня 2015 - 17-ма сходинка Billboard 200           |